# Thermalifting
Das Thermalifting (auch Thermage genannt) arbeitet mit einer Radiofrequenz(RF)-Technologie, die unter dem Namen ThermaCool patentiert wurde. Mit Hilfe von diesen hochfrequenten Radiowellen soll die Haut  gestrafft werden. Narben, Falten und Akne können ebenfalls behandelt werden.
Das Thermalifting wird bei allen Hauttypen eingesetzt. Die Anwendung erfolgt ohne chirurgischen Eingriff, eine Narkose ist nicht nötig. Die Haut wird lediglich mit einer Creme 1,5 Stunden vorher betäubt.
Die Erhitzung des Gewebes stimuliert die Kollagenbildung des Körpers, das bestehende Kollagen soll straffer werden. Es wird behauptet, dass erschlaffte oder faltige Haut durch glattere, straffere Haut ersetzt wird. Physikalisch gesehen, wird ein Hitzeschaden gesetzt, der zu einer mehr oder weniger kontrollierten Vernarbung führt.
Gefährliche Verbrennungen sind möglich.
Die Technologie wurde von der US-amerikanischen FDA (Food and Drug Administration) für die nicht-invasive Behandlung von Gesichtsfalten und Zeichen der Hautalterung zugelassen, was aber wenig über den Erfolg und die Risiken der Methode aussagt.